# 爛々
爛々（らんらん）は、吉本興業（大阪本社）所属のお笑いコンビ。2017年結成。NSC大阪校39期生。主によしもと漫才劇場で活動。

## メンバー
萌々（もも、1997年11月28日 - ）（27歳）
ボケ・ネタ作り担当、立ち位置は向かって左。
- 本名、寺中 萌々（てらなか もも）。大阪府大阪市出身、瓜破西中学校、大阪市立扇町総合高等学校卒業。身長158 cm、血液型O型。
- 趣味は絵を描くこと、買い物、人間観察、人生相談にのる、旅行へ行く、独り言、映画を見ること。
- 特技は鯛をさばけること、その人のイメージを人以外で絵に描けること。
- 本人曰く、子どもの頃の自分は「竜巻みたいにクラスをむちゃくちゃにする子」「いじめをしてる子と戦ったこともある、正義感が強い子」。これを大国は「万年キッズ・ウォー」と表現している。
- 高校生時代は部員が100人ほどいる音楽系のクラブで企画長をやっていた。しかし、100もあった部のルールを大事な20くらいに絞り込もうとして部員とケンカになり、辞めたという。
- 高1の頃から女子同士でコンビを結成している。高3の夏には本格的に芸人活動を開始、このコンビでNSCへ入学。当時のコンビ名は「ぴーひゃら」だった。NSC時代に、2016年10月8日に開催された「よしもとNSC学園祭2016」のNSC39期生ネタバトル「この秋1番オモロイのは誰だ!?」にぴーひゃらとして出演、1位に選ばれている。
- 野村尚平（元令和喜多みな実）率いる、劇団コケコッコーに所属。
- 2018年頃から、髪形をソバージュにしている。
- 2023年12月からは、同じく相方が体調不良により休養していた河野良祐（元令和喜多みな実）とのユニット「ド・根性ズ」としても活動。

大国 麗（おおくに うらら、1990年9月24日 - ）（34歳）
ツッコミ担当、立ち位置は向かって右。
- 京都府京都市出身。京都聖母学院小学校、ノートルダム女学院中学校・高等学校、京都ノートルダム女子大学卒業。身長150 cm、血液型不明。
- 趣味はテレビ観賞、母とお茶する、お洒落をする、消しゴム収集。
- 特技は整形級メイク、盛り写メ。
- 本人曰く、子どもの頃の自分は「みんなと遊ぶより家にいるような物静かな子」。
- 芸人になる前はセレクトショップのBEAMSで店長をしていた経験を持つ。当時は圧が強く、「鬼軍曹」と呼ばれていたという。
- おしとやかな性格だが、上記の通りBEAMS店長時代に「鬼軍曹」と呼ばれていたこともあり、怒るとかなり怖い。まだ19歳だった相方・萌々が寝坊で遅刻した際には「何や思てんねん!仕事ナメんな!」と容赦なく激怒するほど。
- NSCでは当時同期生の中で最年長だったとのこと。NSC時代は現在のコンビ以前に「性格差」という男女コンビを組んでいた。この他に男女コンビのみで3回ほど相方を変えていた。
- 相方・萌々からは「大国さん」または「うーちゃん」と呼ばれている。
- 2023年8月9日より体調不良による休演が続き、同月31日のFANYマガジンにて、治療に専念するため当面活動を休止することが正式に発表された。

## 概要
NSC時代に萌々のコンビ、大国のコンビが共に解散したことで改めてこの2人によって結成された。結成のきっかけは大国がトイレの個室にいたところ、前の相方が恋愛をしたことで大事なイベントの直前に解散して去ったことで同じトイレに入って泣いていた萌々の声がしたことで個室から声をかけ、そこで萌々がコンビ組もうと言って来たのを受けて、大国は便器に座ったまま握手したことだったという。NSC大阪校39期を次席（第2位）で卒業。
『吉本に生き、吉本で死ぬ女』というキャッチコピーを持っている。
女芸人No.1決定戦 THE Wは2022年大会で初の決勝進出。決勝は天才ピアニスト、スパイク、フタリシズカかりこると同じグループBに入り、第1試合で結果的にこの大会で優勝した天才ピアニストに満場一致で敗退したが、本人たちは天才ピアニストが優勝して「まだ漫才で優勝したコンビはいないから、私たちが漫才で優勝して革命を起こす」という使命感を持ったことでこの時は「ホッとした」という。
2023年5月、第53回NHK上方漫才コンテストの決勝に2年ぶりに進出し、最終決戦まで残るもスナフキンズに敗れ準優勝となった。同年8月には、よしもと漫才劇場翔メンバー（芸歴7年目以下）総出演のKakeru翔GPにて初優勝を果たした。
同月31日、大国が体調不良による治療に専念するため活動休止を発表。同日の爛々YouTubeチャンネル『茶の間で爛々』にて、萌々から報告動画が上げられた。

## 芸風
主に漫才。しゃべくり漫才を得意とし、2022年時に受けたインタビューの中では「コテコテの昭和しゃべくり漫才っていう部分が、自分たちの看板にもなってきてるというか」と語っている。ネタ作成を担当する萌々は、自分たちの芸風に影響を与えた作品として『トムとジェリー』を挙げている。
NSC卒業前に同期が集まるライブで漫才をしたところ絶賛されたが、コントをしたところ反応が良くなかったため、それ以降は漫才一本で活動している。
萌々が漫才の始めにする挨拶「りゃ!」や、大国がツッコミ時に発する「チョメ!」など、定番のフレーズがある。

## 賞レース成績

### M-1グランプリ
| 年度             | 結果      | エントリー No. | 会場                           | 日程     | 備考                                                       |
| ---------------- | --------- | -------------- | ------------------------------ | -------- | ---------------------------------------------------------- |
| 2017年（第13回） | 3回戦進出 | 2411           | よしもと漫才劇場               | 10月24日 |                                                            |
| 2018年（第14回） | 3回戦進出 | 1543           | よしもと漫才劇場               | 10月22日 |                                                            |
| 2019年（第15回） | 3回戦進出 | 2036           | よしもと漫才劇場               | 10月30日 |                                                            |
| 2020年（第16回） | 2回戦進出 | 2806           | よしもと漫才劇場               | 10月27日 |                                                            |
| 2021年（第17回） | 3回戦進出 | 2564           | よしもと漫才劇場               | 10月26日 | 一度1回戦を欠席しており、 再エントリー制度によって再出場。 |
| 2022年（第18回） | 3回戦進出 | 1919           | よしもと漫才劇場               | 10月24日 |                                                            |
| 2023年（第19回） | （欠席）  | 3027           | —                              | —        |                                                            |
| 2024年（第20回） | 3回戦進出 | 1912           | COOL JAPAN PARK OSAKA TTホール | 10月29日 | 萌々がユニット「ド・根性ズ」として出場                     |

### 女芸人No.1決定戦 THE W
| 年度（回）      | 結果       | 会場              | 日程           | 備考 |
| --------------- | ---------- | ----------------- | -------------- | --- |
| 2018年（第2回） | 2回戦進出  | 道頓堀ZAZA HOUSE  | 10月20日       | |
| 2019年（第3回） | 準決勝進出 | ルミネtheよしもと | 10月24日・25日 | |
| 2020年（第4回） | 準決勝進出 | ルミネtheよしもと | 10月22日・23日 | |
| 2021年（第5回） | 準決勝進出 | ルミネtheよしもと | 10月27日・28日 | |
| 2022年（第6回） | 決勝進出   | 日本テレビ        | 12月10日       | |
| 2023年（第7回） | 2回戦進出  | 道頓堀ZAZA HOUSE  | 9月15日        | コンビとしてエントリーしていたものの、大国の休養により辞退。 その後、萌々が「爛々・萌々」としてピンで再エントリーし出場。 |
| 2024年（第8回） | 準決勝進出 | ルミネtheよしもと | 11月14日・15日 | 前年に引き続き、萌々が「爛々・萌々」としてピンで出場。                                                                    |

### その他
- 2019年 第8回関西演芸しゃべくり話芸大賞 - 奨励賞[25]
- 2021年 第51回NHK上方漫才コンテスト - 本選出場[26]
- 2021年 第10回関西演芸しゃべくり話芸大賞 - 決勝進出[27]
- 2022年 ytv漫才新人賞 - ROUND1：11位、ROUND2：5位
- 2019年 第11回関西演芸しゃべくり話芸大賞 - 奨励賞[28]
- 2023年 第53回NHK上方漫才コンテスト - 準優勝[29][30]
- 2023年 Kakeru翔GP 8月度 - 優勝
- 2024年 R-1グランプリ - 2回戦進出（萌々）[31]
- 2025年 R-1グランプリ - 準々決勝進出（萌々）[32]

## 出囃子
中森明菜「北ウイング」

## 出演

### テレビ
- 土曜はダメよ!（読売テレビ放送、2017年12月16日） - VTR出演
- あさパラ!（讀賣テレビ放送、2018年1月6日・13日・10月13日、2019年1月5日）
- 吉本超合金A（テレビ大阪、2018年1月8日・3月12日）
- マヨなか笑人（読売テレビ放送、2018年4月28日・5月12日）
- 本能Z（CBCテレビ）- 2018年12月28日
- 京上ル下ル（J;COM） - 大国のみ
- ウチのガヤがすみません!（日本テレビ）- 2021年5月18日[33]）
- 第51回NHK上方漫才コンテスト（NHK総合テレビジョン・大阪、2021年9月23日）
- ロザンのクイズの神様（カンテレ、2021年10月2日 - ） - 不定期出演
- そろそろ にちようチャップリン（テレビ東京、2021年12月4日[34]）
- 踊る!さんま御殿!!（日本テレビ、2022年10月18日）
- 痛快!明石家電視台 「芸人牧場　漫才劇場スペシャル」(毎日放送、2022年11月26日）
- おはよう朝日です（ABCテレビ、2025年4月4日 - ） - 萌々のみ、金曜コメンテーター

### ラジオ
- 月曜のオンスト（YES-FM）
- 10BLOCKS（Kiss FM） - 萌々のみ
- とびだしNSC（YES-fm） - 大国のみ、アシスタント
- ますます!ハイヒール（MBSラジオ、2018年7月28日）
- ナニモノ!（文化放送、2022年10月20日[35]） - パーソナリティー
- 松井愛のすこ〜し愛して★（MBSラジオ、2023年4月6日 - ） - 木曜コーナーレギュラー

## 単独ライブ
2019年
- 7月25日 - 蝶々（CYOUCYOU）（よしもと漫才劇場）
- 11月30日 - 燦々（SANSAN）（よしもと漫才劇場）

2021年
- 3月7日 - 命々（MeiMei）（よしもと漫才劇場）
- 7月3日 - 華々（HanaBana）（よしもと漫才劇場）
- 12月3日 - 煌々（KouKou）（よしもと漫才劇場）

2022年
- 4月29日 - 我々（GAGA）（よしもと漫才劇場）
- 8月28日 - 女々（NyOnYo）（よしもと漫才劇場）
- 9月10日 - 堂々（DOUDOU）（神保町よしもと漫才劇場）
- 12月24日 - 愛々（ii）（よしもと漫才劇場）

2023年
- 3月11日 - 踊々（YO・YO）（よしもと漫才劇場）
- 7月14日 - 縷々（RURU）（よしもと漫才劇場）